# Neurotechnik
Die Neurotechnik (englisch neural engineering) ist eine relativ junge Forschungsdisziplin, die Ingenieurs-Methoden nutzt, um sowohl die Funktion des Nervensystems zu erforschen als auch dieses zu unterstützen und zu beeinflussen. Die hohe Interdisziplinarität des Feldes lässt sich daran erkennen, dass es Methoden und Ansätze aus der klinischen Neurologie (funktionelle Bildgebung) und Neurochirurgie (Neuroprothetik), den theoretischen Neurowissenschaften (computational Neuroscience und Neurokybernetik) mit der experimentellen Neurophysiologie, Elektrotechnik, Signalverarbeitung, Automatisierungstechnik, Informatik, Mikrosystemtechnik und Nanotechnik vereint.
Die Neurotechnik unterscheidet zwei unterschiedliche Vorgehensweisen: Reverse Ansätze versuchen existierende neurale Systeme zu beschreiben und zu verstehen, um daraus technologische Anwendungen zu gewinnen. Dagegen versuchen die vorwärts gerichteten Ansätze Technologien zu entwickeln, die dann in biologischen Systemen zum Einsatz kommen sollen. Wichtigster Bereich für letztere Forschungsrichtung sind die sogenannten Gehirn-Computer-Schnittstellen (Brain-Computer Interface) oder auch der weite Bereich der Neuroprothetik.
Eine zunehmende Zahl von Publikationen lassen sich unter dem Begriff der Neurotechnik einordnen; als erste spezifische Zeitschriften sind The Journal of Neural Engineering, Journal of Neuroengineering and Rehabilitation und IEEE Transactions on Neural Systems and Rehabilitation Engineering zu nennen. Neben verschiedenen Master- und Promotionsprogrammen mit entsprechenden Vertiefungsmöglichkeiten bietet im deutschsprachigen Raum die Technische Universität München (TUM) den weiterführenden Studiengang Neuroengineering an.